# Gondrecourt-le-Château
Gondrecourt-le-Château è un comune francese di 1 247 abitanti situato nel dipartimento della Mosa nella regione del Grand Est.

## Società

### Evoluzione demografica
Abitanti censiti